# Чікунгунья
Чікунгу́нья (англ. chikungunya) — гостра інфекційна хвороба вірусної природи, яка характеризується гарячкою, своєрідним інтоксикаційним і геморагічним синдромами. Її відносять до арбовірусних захворювань, забутих тропічних хвороб. Є проблемою для мандрівників, входить у перелік основних хвороб мандрівників. Завізні випадки виявлено й в Україні. Вірус чікунгуньї розроблявся як можливий чинник біологічної зброї.

## Історичні відомості
Є припущення, що захворювання вперше було описано 1779 року в Індії, що вважали тоді гарячкою денге, хоча повної гарантії того, що то була чікунгунья, немає. Хвороба зрештою була повноцінно описана лікарем госпіталю Лулінда (Центральна Африка) Маріон Робінсон і співробітником угандійського інституту вірусології Вільямом Расселом Ламсденом в 1955 році, після епідемії 1952 року на Макондському плато, уздовж кордону між Мозамбіком і Танганьїкою (материкова частина сучасної Танзанії).
Надалі чікунгунью реєстрували в багатьох країнах Африки і Азії. Виділені штами вірусу в Азії мало відрізнялися від африканських, але захворювання, які спричинили азійські штами, перебігали без геморагічних проявів. На відміну від близького збудника — вірусу денге, трансоваріальна передача при чікунгуньї не виявлена, що підтверджує теорію про те, що вірус чікунгуньї вперше виник в Африці, а потім поширився до Азії.

### Новий спалах 2025
У липні-серпні 2025 року відбувся спалах цього вірусу в Китаї, в якому за 3 тижні заразилося 7 тисяч людей.

## Етимологія
На мові маконде назва хвороби означає «той, що є побитим» або «той, що згинається», походить від макондеського прислівника kungunyala — «усихаючи» або «згинаючись», що пов'язано з неприродною позицією людей, які страждають під час хвороби на сильний біль у суглобах.

## Актуальність
Чикунгуньї притаманна виражена природна осередковість, вона поширена майже на всій території тропічної Азії, у низці країн Африки (Конго, Замбія, ПАР, Ангола), в деяких країнах Карибського регіону переважно поблизу міст і містечок, тому що там мешкає A. aegypti, якій живиться людською кров'ю. Крім міських і приміських спалахів в ряді країн відзначають також джунглівий тип захворювань, пов'язаний з комарами, що живляться кров'ю мавп. Глобальне потепління призвело до поширення чікунгуньї за межі природних осередків, зокрема до Європи та Північної Америки. У 2007 році перший в Європі спалах зафіксували в Північній Італії, провінція Равенна, коли захворіло 130 людей, один з яких помер. 2014 року спалах чікунгуньї було зареєстровано у Франції в Монпельє. 2014 року в США було зафіксовано перший місцевий випадок хвороби в країні у Флориді. 25 серпня 2017 року було зафіксовано новий місцевий спалах в Європі — у комуні Канне де Мауре, департаменту Вар, регіону Прованс — Альпи — Лазурний Берег. З 2 серпня було виявлено 13 хворих з числа місцевих жителів, які за межі регіону не виїжджали. Станом на 15 вересня 2017 року ВООЗ повідомила про 14 автохтонних випадків хвороби у різних регіонах Італії — 6 в Римі та 8 на береговій зоні Анціо в регіоні Лаціо. Станом на 26 вересня 2017 року кількість хворих сягнула 183 від першого випадку 25 червня 2017. У 2018 році відбулась епідемія хвороби в Судані, протягом періоду 31 травня — 2 жовтня в країні захворіло 13 978 людей. У 2019 році повідомлено про епідемію в Конго, з 1 січня по 14 квітня зареєстровано 6 149 випадків з 8 адміністративних медичних департаментів країни. 24 вересня 2020 року ВООЗ повідомила, шо в Чаді з липня 2020 року йде епідемія чікунгуньї. Зафіксовано 27540 випадків хвороби у трьох провінціях країни. Один хворий помер. Здійснюються протиепідемічні заходи.

## Етіологія
Збудником хвороби є РНК-геномний вірус роду Alphavirus, родини Togaviridae. Його відносять до комплексу вірусів лісу Семліки (англ. Semliki Forest virus complex). Також його відносять до арбовірусів. Його відносять до ІІІ групи патогенів біологічної зброї.
Вірус було виділено з крові хворих, від комарів Aedes aegypti, A. africanus і Culex fatigans, постільних клопів (що мешкають в хатинах хворих) і кажанів. Вірус малостійкий у довкіллі, руйнується під впливом ультрафіолетових променів, не стійкий до високої температури і чутливий до дезінфектантів.
Описано три генотипи цього вірусу, кожний з яких має виразні антигенні особливості: західноафриканський, східно-центрально-південноафриканський та азійський.
2006 року виявлено мутацію у штаму з острова Реюньйон, яка дає можливість вірусу впроваджуватися в організм тих видів комарів, які мешкають у північних регіонах, що створює потенційні умови для сталого поширення вірусу за межі тропічного клімату, до Європи, Японії, Китаю, Північної Америки.

## Епідеміологічні особливості

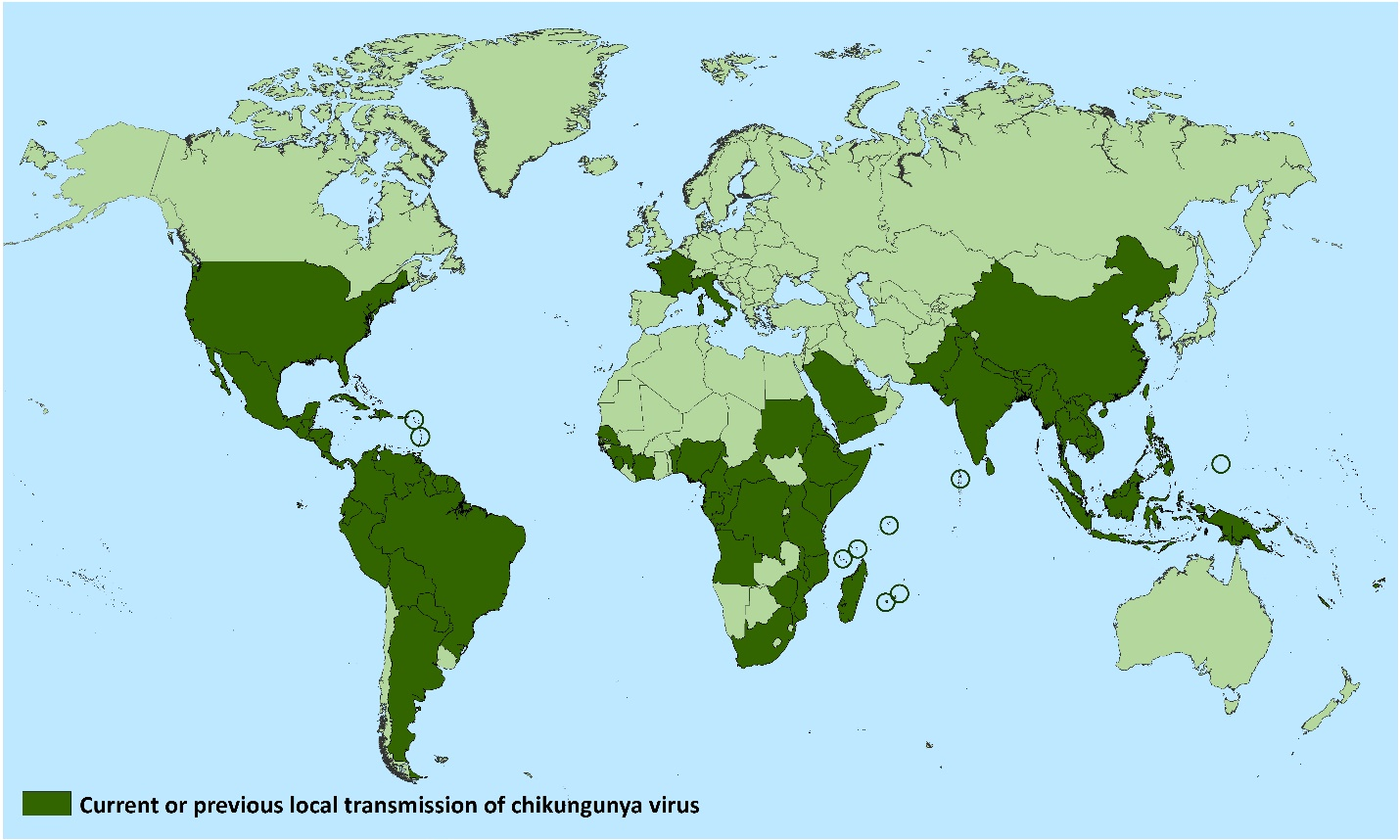
Мапа поширення чікунгуньї в світі станом на 17 вересня 2019 року.

### Джерело та резервуари інфекції
Джерелом інфекції вважають хвору людину з кінця інкубаційного періоду протягом перших 4-10 днів хвороби. Резервуари — мавпи-вірусоносії і, можливо, деякі кажани, гризуни і дикі птахи.

### Механізм і фактори передачі
Механізм передачі чікунгуньї — трансмісивний, хвороба передається через укус комарів роду Aedes — A. aegypti та A. africanus. Ці комарі можуть кусати людей упродовж всього світлого часу доби, проте пік їхньої активності припадає на ранній ранок і пізній вечір. Обидва види комарів кусають людей за межами приміщень, а A. aegypti — і всередині приміщень. Рідше переносниками слугують комарі роду Culex. Немає даних про можливість іншої передачі інфекції між людьми.

### Сприйнятливий контингент та імунітет
Захворювання спостерігають практично виключно серед місцевих жителів і вкрай рідко у приїжджих. Більшість випадків захворювання реєструють у молодих людей і підлітків. Спалахи, як правило, виникають у сезон дощів у районах з високим рівнем виплоду комарів A. aegypti. Імунітет після перенесеної хвороби виникає, але його напруженість і тривалість не прояснені. Передача інфекції серед тварин у природних умовах за межами Африки не описана. В Азії хвороба поширюється серед людей у вигляді спалахів, резервуар, де збудник мешкає у міжепідемічний період, не вявлено.

## Патогенез
На сьогодні патогенез хвороби до кінця не розкритий. Чікунгунья має спільні клінічні риси з гарячкою Росс Рівер і гарячкою денге, що передаються тими ж комарами.
Точний механізм входження вірусу в клітини ссавців досліджується. Встановлено, що вірус проникає в епітеліальні клітини ссавців через клатрін-незалежний, Esp-15-залежний і динамін 2-залежний і ендоцитарний шлях у комбінації з іншими допоки невідомими шляхами.
Надалі вірус потрапляє, зокрема, до фібробластів м'язів, що й зумовлює такі серйозні больові відчуття в м'язах під час захворювання. Вірус спричинює розвиток сильного природного імунітету з рясним виробництвом прозапальних маркерів і цитокінів, у тому числі альфа інтерферону, інтерлейкіну (IL)-4, IL10 та гамма-інтерферону. Було продемонстровано, що у людини на ранніх стадіях спостерігається реакція CD8+ лімфоцитів і переважна реакція CD4+ на пізніх стадіях. Ймовірно тяжкі або хронічні форми чікунгуньї можуть бути пов'язані з відсутністю або дерегуляцією одного з цих шляхів.
Вірус чікунгун'ї не є нейровірулентним або нейроінвазивним, на відміну від інших альфа-вірусів. Проте, окремі випадки енцефаломієліту або мієліту, синдрому Гієна — Барре відбуваються, особливо при ураженні дітей. На відміну від гарячки денге, геморагічні прояви зустрічаються рідко і, як правило, є нетяжкими (носова, ясенева кровотеча, підкон'юнктівальні крововиливи, петехіальний висип).

## Клінічні ознаки

### Загальні прояви
Згідно з МКХ-10 хворобу класифікують до розділу «Деякі інфекційні та паразитарні хвороби», підрозділу «Вірусні гарячки, які передають членистоногі, та вірусні геморагічні гарячки» під кодом А. 92. Інкубаційний період триває від 1 до 12 днів, в середньому — 3-7 днів. За основними клінічними проявами перебіг нагадує такий у класичної гарячки денге.
Хвороба починається в типових випадках з появи високої гарячки 39-40 °C, ознобу, які тривають 2-3 дні. Гарячка може повернутися на 1-2 дні після афебрильного періоду в 4-10 днів. Продромальна симптоматика є рідкістю. Проте відзначають іноді біль у горлі, головний біль, біль у животі, запор та ретро-орбітальний біль.
На висоті гарячки з'являється фарингіт, непродуктивний кон'юнктивіт та світлобоязнь. У рідкісних випадках відзначають збільшення шийних лімфатичних вузлів або генералізовану лімфаденопатію. Частими проявами є тяжкі артралгії, міалгії та висип.

### Артралгії
Вважають типовими для цієї хвороби, як правило, вони охоплюють багато суглобів та мігрують, і часто включають невеликі суглоби рук, зап'ястя та гомілковостопний суглоб, при меншій участі великих суглобів, таких як колінний або плечовий з асоційованим артритом. Понад 10 спільних груп можуть залучатися одночасно, позбавляючи сили пацієнта. Виявляють тоді набряки негнучких суглобів з тендосиновіїтом. Суглобний біль найвиразніший вранці, поступово зменшуючись протягом дня при повільному фізичному навантаженні та звичайному ритмі руху, але збільшується при фізичних навантаженнях. Пацієнти, як правило, лежать зігнувшись через біль при будь-якому русі. Рідко залучаються груднинно-реберні та скронево-нижньощелепні суглоби. Спостерігають набряк суглобів, але випіт є рідкісним. У більшості пацієнтів суглобні прояви розгортаються повністю протягом 1-2 тижнів.

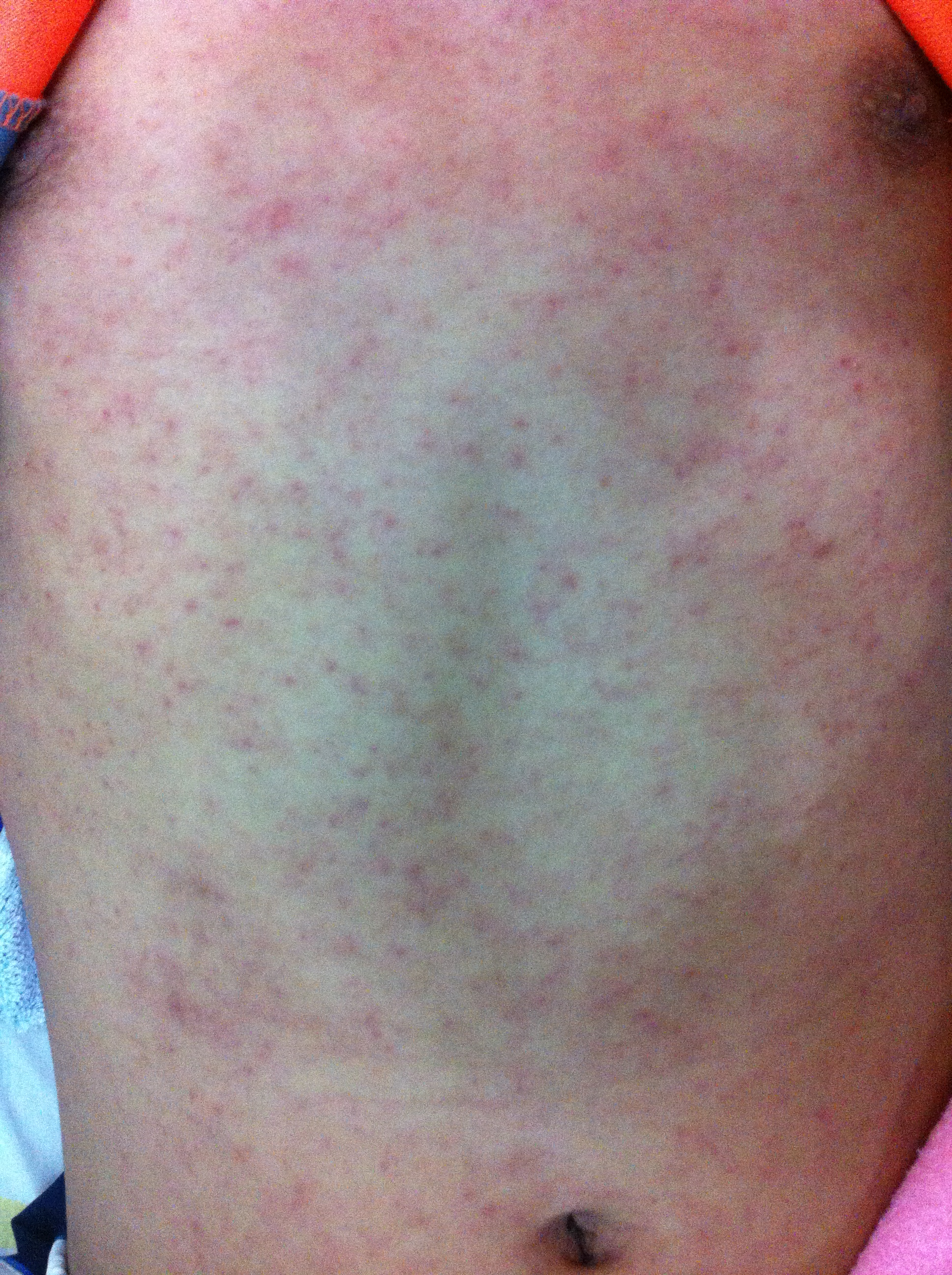
Висип на боковій поверхні тіла у хворого на чікунгунью

### Шкірні прояви
Часто зустрічається гіперемія обличчя і тулубу, з'являється дифузний макулопапульозний висип на тулубі та кінцівка, іноді на долонях та підошвах. Можуть з'явитися петехії. Закінчується висип появою гіперпігментації або лущенням. Турнікетна проба є позитивною у деяких пацієнтів, подібно до гарячки денге.

### Інші прояви
Рідко відбуваються серозний менінгоенцефаліт, артрити, нейроретиніт, увеїт, втрата слуху, міокардит або кардіоміопатія.

## Діагностика
Визначення випадків чікунгуньї, запропоноване ВООЗ:
- підозрюваний випадок — це пацієнт із гострим початком гарячки, зазвичай з ознобом, який триває 3-5 днів, з болем у кількох суглобах, набряками кінцівок, які можуть тривати тижнями-місяцями.
- ймовірний випадок — те, що вказано для підозрюваного, а також одне з таких умов як подорожі або проживання в районах, що повідомляли про спалахи хвороби. На цьому етапі слід виключити малярію, денге та будь-яку іншу відому причину гарячку з болями в суглобах.
- підтверджений випадок — чікунгунья підтверджується у пацієнта, що відповідає одному або декільком з наведених нижче результатів незалежно від клінічних ознак:

- ізоляція вірусу в клітинній культурі або при введенні лабораторним тваринам сироватки від хворого в гострий період.
- наявність вірусної рибонуклеїнової кислоти (РНК) у сироватці крові хворого за допомогою полімеразної ланцюгової реакції (ПЛР).
- наявність вірус-специфічних IgM-антитіл в одиничній сироватці зразка під час гострої фазі або 4-кратному збільшенні вірус-специфічного титру IgG-антитіл у парних сироватках, зібраних принаймні через 3 тижні одна від одної.

## Лікування
Етіотропного лікування на сьогодні не винайдено. Забороняють застосування противірусних засобів, антибіотиків, глюкокортикостероїдів. Можливе застосування нестероїдних протизапальних засобів, але тільки тоді, як виключена можливість супутнього перебігу гарячки денге.
Основна патогенетична терапія в залежності від тяжкості перебігу включає заходи по регідратації, нормалізації кислотно-основного стану, електролітного балансу, боротьба з можливою нирковою недостатністю тощо.

## Профілактика
Боротьба з переносниками, запобігання їхнім укусам відіграє ключову роль у запобіганні поширенню вірусу чікунгунья. Людям, які подорожують до ендемічних чи епідемічних районів, рекомендується використовувати антикомарині репеленти, носити сорочки з довгими рукавами та довгі штани, а також використовувати номери з кондиціонерами або віконні та дверні завіси. Відповідні заходи щодо усунення місць розведення комарів (застійна вода, бур'яни та висока трава) та обприскування інсектицидами є важливим для припинення передачі хвороби.
Люди з підозрою на чікунгунью повинні бути ізольовані від можливості здійснення укусів їх комарами протягом першого тижня хвороби, щоб запобігти локальній передачі цієї інфекції. Особи, що мають потенційну можливість розвитку тяжкої форми чікунгуньї, повинні уникати поїздки в райони, де виникають спалахи.
Станом на 2016 рік ведуться дослідження з розробки живої вірусної та ослабленої вакцини проти збудника чікунгуньї. Проте жодна вакцина в даний час не є доступною.